# هندسة البوليمرات
هندسة البوليمرات أو هندسة المبلمرات هي إحدى مجالات الهندسة المعنية بتصميم وتحليل و/أو تعديل مواد البوليمر. تشمل هندسة البوليمرات جوانب صناعة البتروكيماويات والبلمرة وبنية وخصائص البوليمرات وخواصها وتركيب ومعالجة البوليمرات ووصف البوليمرات الرئيسية وعلاقات الملكية الخاصة بالبنية والتطبيقات.

## الخامات
تنقسم البوليمرات إلى قسمين رئيسيين، هما بوليمرات اللدائن الحرارية واللدائن الصلبة بالحرارة؛ مما يساعد على تحديد مجالات استخدامهما. تشمل المجموعة الأخيرة من المواد الراتنجات الفينولية والبوليستر والراتنجات الإيبوكسية، وتستخدم جميعًا على نطاق واسع في المواد المؤلفة عند تقويتها بألياف صلبة، مثل الألياف الزجاجية والأراميدات. ونظرًا لأن التشابك يساعد في استقرار المصفوفة الحرارية لهذه المواد، فإنها تشبه كثيرًا في خصائصها الفيزيائية المواد الهندسية التقليدية، مثل الصلب. وبالرغم من هذا، فإن كثافتها منخفضة إلى حد كبير مقارنةً بالمعادن؛ مما يجعلها مثالية الاستخدام في الهياكل خفيفة الوزن. بالإضافة إلى أنها لا تتأثر كثيرًا بـالكلال؛ لذا، فإنها مناسبة تمامًا لاستخدامها في الأجزاء الضرورية للحفاظ على السلامة والتي يقع عليها الكلال بانتظام في الخدمة.
تتسم اللدائن الحرارية بانخفاض نسبي في معامل الشد، لكنها منخفضة الكثافة وقليلة الخواص، مثل الشفافية التي تجعلها مناسبة تمامًا في المنتجات الاستهلاكية والمنتجات الطبية. وتتضمن البولي إيثيلين والبولي بروبيلين والنايلون وراتنج الأسيتال والبولي كربونات والبولي إيثيلين تيرفثالات، وجميعها مواد تستخدم على نطاق واسع.
الوحدة المرنة هي بوليمرات تتسم بمعاملات منخفضة وتُظهر تمديدًا عكسيًا عند شدها، وهي مادة جيدة للاستخدام في امتصاص الاهتزاز والمضاءلة. ويمكن تصنيفها على أنها لدائن حرارية (تُعرف في هذه الحالة باسم ( الوحدات المرنة للدائن الحرارية) أو المتشابك، كما في منتجات المطاط التقليدي، مثل الإطارات. ويشمل المطاط النموذجي الذي يستخدم عادةً المطاط الطبيعي ومطاط النتريل والبولي كلوروبرين والبولي بيوتادين والبيوتادين ستايرين والمطاط المفلور، مثل الفيتون.

## التطبيقات

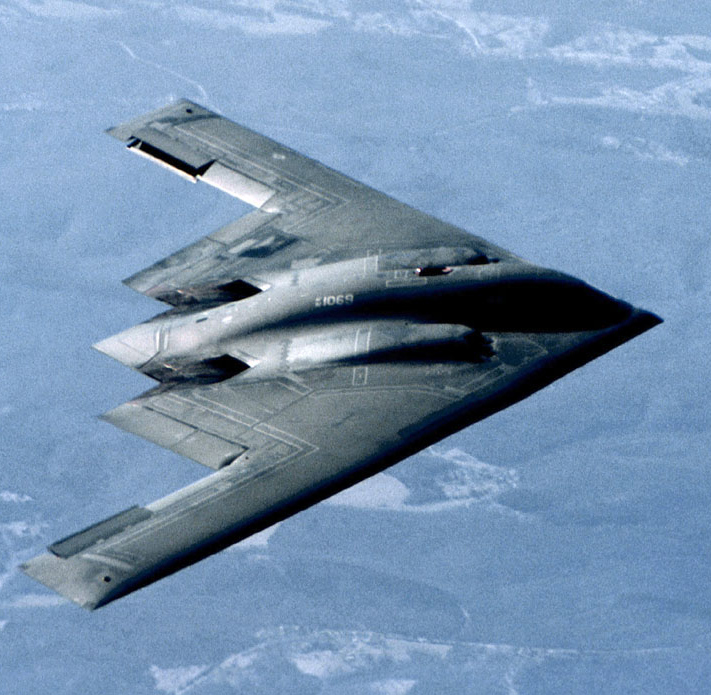
بي 2 سبيريت، قاذفة قنابل متخفية تابعة لـالقوات الجوية الأمريكية.

إن الاستخدامات النموذجية للمركبات هي الهياكل أحادية الجسم في المركبات الفضائية والسيارات، فضلاً عن المنتجات البسيطة، مثل صنانير الصيد والدراجات. وكانت الطائرة قاذفة القنابل المتخفية أول طائرة مصنوعة بالكامل من هذه المواد، ولكن هناك العديد من طائرات الركاب، مثل إيرباص وطائرة بوينغ 787 التي تستخدم نسبًا متزايدة من هذه المركبات في هياكل طائراتها. وتمنح الخواص الفيزيائية المختلفة إلى حد ما للمركبات المصممون حرية كبيرة في تشكيل الأجزاء؛ وهذا هو ما يجعل هذه المنتجات المؤلفة مختلفة دائمًا عن المنتجات التقليدية. ومن ناحية أخرى فإن بعض المنتجات، مثل أعمدة التدوير والأرياش الدوارة في الهوليكوبتر والمراوح تبدو مماثلة لأسلافها المعدنية بسبب الاحتياجات الوظيفية الأساسية لهذه المكونات.